# 貂蟬 (中視電視劇)
《貂蟬》是1988年中國電視公司八點檔連續劇，播出期間1988年10月25日至11月18日，共20集，製作單位映畫傳播，製作人郭建宏、郭宏亮，編劇玉笠人，主演潘迎紫（飾演貂蟬）、寇世勳（飾演董卓），片頭曲兼片尾曲〈貂蟬〉由金佩姍主唱。

## 演員表
- 貂蟬─潘迎紫
- 董卓─寇世勳
- 呂布─顧冠忠
- 田氏─馬之秦
- 董母─許玉蘭
- 貴妞─陳嘉蜜
- 牛輔─雷威遠
- 董旻─尤國棟
- 胡赤兒─丁華寵
- 董璜─陳明
- 王允─葛香亭
- 何進─龍天翔
- 盧值─王俠
- 鄭秦─胡大衛
- 袁紹─王復室
- 袁術─唐復雄
- 吳匡─李波
- 張璋─馬駿
- 段珪─郭昌儒
- ─王文琴
- 張讓─鐵孟秋
- 郭聿─金志豪